# Відхвансак
Відхвансак (Vidhwansak AMR) (санскрит: «Руйнівник») — індійська великокаліберна (антиматеріальна) снайперська гвинтівка, вироблена на заводі озброєнь у Тіручірапаллі. Використовується для знищення ворожих бункерів, легкоброньованих транспортних засобів, радіолокаційних систем, засобів зв'язку, припаркованих літаків, паливних сховищ тощо. Вона також ефективна для стрільби на великі відстані, боротьби зі снайперами та знешкодження боєприпасів.

## Розробка
Завод озброєнь Тіручірапаллі у співпраці з Організацією оборонних досліджень і розробок (DRDO) почав розробку антиматеріальної гвинтівки Відхвансак у листопаді 2005 року. За основу для розробки було взято гвинтівку Denel NTW-20. В березні 2006 року, гвинтівка пройшла випробування у екстремальних умовах. Масове виробництво розпочалося в лютому 2007 року.
Після випробувань Прикордонна служба безпеки Індії замовила 100 гвинтівок Відхвансак для використання в прикордонних районах, і ці гвинтівки були поставлені до жовтня 2008 року. Також ця гвинтівка була запропонована індійській армії та Національній гвардії безпеки. Проте індійська армія відмовилася від використання Відхвансак через те, що вона не відповідала вимогам щодо ваги.
Гвинтівка продається за ціною 10 лакхів (близько $20,000), у той час, як Denel NTW-20 коштує 23 лакхи (близько $45,000) станом на 2011 рік. Завдяки локалізації виробництва цієї зброї вдалося заощадити понад 90 мільйонів доларів США у вигляді валютних витрат.

## Особливості
Відхвансак — це гвинтівка з ручною перезарядкою та обертовим затвором. Ствол разом із приймачем відкочується всередину шасі проти системи амортизації. Живлення гвинтівки здійснюється знімним коробчатим магазином, який вставляється з лівого боку. Гвинтівку можна швидко розібрати, і вона транспортується у двох переносних рюкзаках, вагою близько 12-15 кг кожен. На кінці ствола встановлене дульне гальмо-компенсатор, яка поглинає приблизно 50-60 % віддачі.
Гвинтівка оснащена оптичним прицілом зі збільшенням 8x, великою відстанню до ока та регулюванням паралакса. Можна також приєднати балістичний приціл із 12-кратним збільшенням.
Ефективна дальність стрільби становить 1800 м (для версії з калібром 20 мм — 1300 м), а стрільба можлива навіть на відстань до 2000 м. Живлення гвинтівки здійснюється через магазин, перезарядка — за допомогою ручного затвора.

## Варіанти
Гвинтівку Відхвансак можна легко конвертувати між трьома калібрами: 12,7 мм, 14,5 мм і 20 мм. Це здійснюється шляхом заміни ствола, затвора та магазина, що займає близько однієї хвилини в польових умовах без необхідності використання спеціалізованих інструментів.

### Характеристики гвинтівки Відхвансак
| Калібр             | 12,7х108мм                               | 14,5х114 мм                              | 20х82мм                                 |
| ------------------ | ---------------------------------------- | ---------------------------------------- | --------------------------------------- |
| Вага               | 25 кг                                    | 29 кг                                    | 26 кг                                   |
| Загальна довжина   | 1.7 м                                    | 2.015 м                                  | 1.795 м                                 |
| Ствол              | 8 нарізів, довжина 1,.1 м, швідкозміннмй | 8 нарізів, довжина 1.22 м, швидкозмінний | 8 нарізів, довжина 1 м, швидкозмінний   |
| Крок нарізів       | 1:390 мм                                 | 1:420 мм                                 | 1:560 мм                                |
| Оптичний приціл    | 8 X 42, з можливістю корекції паралаксу  | 8 X 42, з можливістю корекції паралаксу  | 8 X 42, з можливістю корекції паралаксу |
| Швідкість кулі     | 845 м/с                                  | 1080 м/с                                 | 720 мЇс                                 |
| Дальність стрільби | 1800 м                                   | 2300 м                                   | 1300 м                                  |

## Оператори
Індія:
- Прикордонні війська (BSF): 100 одиниць
- Центральна резервна поліція (CRPF): Кількість не зазначена
- Індійська тибетська прикордонна поліція (ITBP): Має намір придбати 450 одиниць для операцій у високогірних районах